# Pushing Daisies
Pushing Daisies è una serie televisiva statunitense ideata da Bryan Fuller, trasmessa sul canale ABC dal 2 ottobre 2007 al 13 giugno 2009. Essa è composta da 2 stagioni.
Nonostante sia stata molto apprezzata dalla critica e abbia vinto sette premi Emmy, non ha registrato lo stesso successo nei dati d'ascolto. Nel mese di novembre 2008, la ABC annunciò che la seconda sarebbe stata l'ultima stagione, poi sospendendone la trasmissione quando mancavano ancora tre episodi al finale di stagione. Tali episodi, il cui ultimo venne riadattato come finale di serie, vennero poi mandati in onda, più tardi che in altri paesi, la seguente primavera.
In Italia, la serie è stata trasmessa in prima visione dall'8 ottobre 2008 all'8 aprile 2009 su Joi. In chiaro, è andata in onda dal 24 gennaio al 4 aprile 2011 in prima serata su La 5.

## La trama
La storia racconta le avventure di Ned, un giovane ragazzo col potere di riportare in vita ogni cosa morta. Il titolo prende spunto dall'espressione inglese "spingere le margherite" (sottinteso: dal basso), attività ovviamente possibile solo per chi si trova sottoterra.

### La scoperta del dono
Il racconto inizia nei prati intorno alla città di Couer d'Couers, dove il piccolo Ned, di nove anni, stava giocando con il suo cane e migliore amico Digby, che però, sfortunatamente, venne investito da un camion e morì. Ned, spaventato, si avvicinò al suo corpo e lo toccò con la sua mano ed il cane, come se nulla fosse successo, si rialzò e continuò a correre col suo padrone.

### I poteri del dono: la vita
Ned era ancora troppo piccolo per capire cosa fosse successo, finché un giorno sua madre morì di colpo nella cucina, mentre suo figlio stava mangiando una sua torta: Ned si avvicinò e la toccò ed anche lei riprese a vivere senza sapere cosa fosse successo. La persona che veniva riportata in vita tuttavia non poteva restare in vita per più di 60 secondi, altrimenti qualcun altro avrebbe dovuto pagare con la propria: in quel caso a morìre fu il padre di Charlotte "Chuck" Charles, la migliore amica di Ned. Il bambino capì che era colpa sua, ma non fece nulla per cambiare le cose.

### I poteri del dono: la morte
La sera stessa della morte del genitore di Chuck, Ned andò a dormire e come al solito la madre gli dette un bacio sulla fronte, morendo all'istante.
Ned allora capì che non avrebbe dovuto più toccare neanche il suo cane Digby o anche per lui sarebbe stata la fine.
Dopo i fatti di quella giornata Ned comprese i poteri del suo dono: "Primo tocco di nuovo la vita, secondo tocco la morte, per sempre"

### L'allontanamento
Al funerale dei rispettivi genitori Ned e Chuck si dettero il loro primo bacio. Ned fu poi lasciato in un collegio da suo padre e Chuck fu portata via dalle zie Lily e Vivian, i due non si sarebbero visti per molti anni.

### Il presente
La storia poi riprende quando Ned, 19 anni dopo, è diventato "il fabbricatorte" e vive solo, col suo cane Digby in un appartamento sopra il suo bar.
Oltre a lavorare lì, Ned guadagna parecchi soldi lavorando col detective Emerson Cod il quale, a conoscenza del suo dono è diventato suo socio, i due trovano le persone morte misteriosamente, Ned le riporta in vita, scoprono chi è l'assassino e riscuotono la ricompensa.
Un giorno però una di queste persone morte misteriosamente si rivela essere Chuck e Ned decide di farla rivivere in modo permanente, intristendo la sua collaboratrice Olive che è innamorata di lui senza sapere del suo dono.

## Personaggi e interpreti

### Personaggi principali
- Ned, interpretato da Lee Pace e Field Cate (da ragazzo), è il proprietario del Pie Hole, per questo chiamato nella storia "fabbricatorte", e possessore del magico potere di resuscitare i morti.
- Charlotte "Chuck" Charles, interpretata da Anna Friel, è un'amica d'infanzia e surreale "fidanzata" di Ned, che l'ha resuscitata dopo che era stata uccisa in una crociera.
- Emerson Cod, interpretato da Chi McBride, è un investigatore privato che si avvale dell'aiuto del potere di Ned per risolvere i casi.
- Olive Snooke, interpretata da Kristin Chenoweth, è la cameriera del Pie Hole, innamorata di Ned.
- Vivian e Lily Charles, interpretate da Ellen Greene e Swoosie Kurtz, sono le zie di Chuck.
- Digby è il cane di Ned, anche lui resuscitato dopo esser stato investito da un camion.
- L'intera storia è raccontata dalla voce narrante di Jim Dale, mai comparso sullo schermo.

### Personaggi ricorrenti
- Medico legale, interpretato da Sy Richardson.
- Chuck da ragazza, interpretata da Sammi Hanratty.
- Dwight Dixon, interpretato da Stephen Root.
- Randy Mann, interpretato da David Arquette.
- Madre superiora, interpretata da Diana Scarwid.
- Simone Hundin, interpretata da Christine Adams.
- Charles Charles, interpretato da Josh Randall

## Episodi
| Stagione         | Episodi | Prima TV originale | Prima TV Italia |
| ---------------- | ------- | ------------------ | --------------- |
| Prima stagione   | 9       | 2007               | 2008            |
| Seconda stagione | 13      | 2008-2009          | 2009            |

## Produzione
Bryan Fuller paragonò la serie a uno spin-off di Dead Like Me, anch'essa da lui creata e cancellata prematuramente. La prima stagione sarebbe dovuta essere composta da 22 episodi, tuttavia a causa dello sciopero degli sceneggiatori statunitensi furono prodotti solo nove episodi, trasmessi dal 3 ottobre al 12 dicembre 2007. La serie fu rinnovata per una seconda stagione, con un ordine di tredici episodi, la cui trasmissione iniziò il 1º ottobre 2008. Il calo degli già non del tutto soddisfacenti dati d'ascolto spinse la rete ad annunciare, nel seguente mese di novembre, che non sarebbero stati prodotti nuovi episodi, per poi sospendere la trasmissione a dicembre, lasciando inediti gli ultimi tre episodi, poi andati in onda dal 30 maggio 2009. L'ultimo episodio, nel frattempo, venne riadattato per adattarsi a finale di serie, il quale dà un finale, seppur improvvisato, ai punti salienti della storia pur lasciando vari aspetti irrisolti.
L'aspetto visivo è uno degli elementi più caratteristici e apprezzati della serie. Lo scenografo Michael Wylie ebbe occasione di dichiarare: "Il mio obiettivo era quello di far diventare una fiaba realtà; volevo che tutto sembrasse quasi come un'illustrazione"; per le scenografie decise quindi di fare un largo uso di rossi e arancioni, incrociando spesso schemi diversi di colorazione. Il fotografo Michael Weaver spiegò che lui e i produttori avevano deciso che la fiction doveva apparire come un misto de Il favoloso mondo di Amélie e un film di Tim Burton, "qualcosa di grande, luminoso e più grande della realtà". Lo stile fiabesco è ricercato anche con l'uso marcato di forme tondeggianti e simmetriche, colori vivaci e brillanti sia per gli edifici che per gli abiti, inquadrature circolari o che accentuano la prospettiva dall'alto in basso.
Elemento distintivo della fiction è il largo uso di CGI, con l'ausilio di blue screen, ma anche con l'uso di dipinti che diventano realistici grazie a distorsioni delle lenti delle telecamere e correzioni digitali. Il più grande circonda il set del Pie Hole, lungo cinquanta metri e alto cinque, per illustrare la città vista dal locale; i cieli blu ricordano lo stile di René Magritte, mentre i dintorni della città dei protagonisti quello di Edward Hopper. Occasionalmente si omaggiano anche opere cinematografiche del passato; nella première della seconda stagione, ad esempio, è riprodotta la nota scena in cui la protagonisti canta sui prati in Tutti insieme appassionatamente.
Caratteristiche della serie sono anche i dialoghi bizzarri e il marcato uso di allitterazioni sia per i nomi dei personaggi che dei luoghi. È frequente l'uso di veicoli vintage; il protagonista Ned guida una Mercedes-Benz W108, mentre Emerson Cod una Continental degli anni 1960 con portiere incernierate posteriormente.
Le musiche sono composte da Jim Dooley; la prima parte del pilot è musicata da Blake Neely.

## Riconoscimenti
Sull'agregatore di recensioni Metacritic la serie segna un punteggio di 86 su 100, pari ad "acclamazione universale"; di seguito una lista dei maggiori riconoscimenti ottenuti.
- Premi Emmy 2008
  - Premio per la miglior regia di una serie commedia a Barry Sonnenfeld (episodio Pie-lette)
  - Premio per le migliori musiche a Jim Dooley
  - Premio per il miglior montaggio video per una commedia single-camera a Stuart Bass
  - Candidatura al miglior attore in una serie commedia a Lee Pace
  - Candidatura alla miglior attrice non protagonista in una serie commedia a Kristin Chenoweth
  - Candidatura per la miglior sceneggiatura di una serie commedia a Bryan Fuller (episodio Pie-lette)
  - Candidatura per la miglior direzione artistica di una serie single-camera a William Durrell Jr., Halina Siwolop e Michael Wylie
  - Candidatura per il miglior casting di una serie commedia a Jennifer LareMeg Lieberman e Camille Patton
  - Candidatura per i migliori costumi a Mary Vogt e Stephanie Fox-Kramer
  - Candidatura per le migliori acconciature a Daniel Curet e Yuko Tokunaga-Koach
  - Candidatura per il miglior trucco non prostetico a Todd McIntosh, David De Leon e Bradley Look
  - Candidatura per il miglior trucco prostetico a Todd McIntosh, David De Leon e Sara De Pue
- Premi Emmy 2009
  - Premio alla miglior attrice non protagonista in una serie commedia a Kristin Chenoweth
  - Premio per la miglior direzione artistica di una serie single-camera a William Durrell Jr., Halina Siwolop e Michael Wylie
  - Premio per i migliori costumi a Robert Blackman e Carol Kunz
  - Premio per il miglior trucco non prostetico a Todd McIntosh, David De Leon e Steven Anderson
  - Candidatura per le migliori acconciature a Daniel Curet, Yuko Koach, Gloria Conrad e Elizabeth Rabe
- Golden Globe 2008
  - Candidatura alla miglior serie commedia o musicale
  - Candidatura al miglior attore in una serie commedia a Lee Pace
  - Candidatura alla miglior attrice in una serie commedia a Anna Friel
- Saturn Awards 2008
  - Candidatura alla miglior serie televisiva
  - Candidatura al miglior attore in una serie commedia a Lee Pace
  - Candidatura alla miglior attrice in una serie commedia a Anna Friel
- Satellite Awards 2007
  - Premio alla miglior serie commedia o musicale
  - Candidatura al miglior attore in una serie commedia a Lee Pace
  - Candidatura alla miglior attrice in una serie commedia a Anna Friel
- Satellite Awards 2008
  - Candidatura alla miglior serie commedia o musicale
  - Candidatura al miglior attore in una serie commedia a Lee Pace
  - Candidatura alla miglior attrice non protagonista in una serie commedia a Kristin Chenoweth
- Directors Guild of America Awards 2008
  - Premio per la miglior regia di una serie commedia a Barry Sonnenfeld (episodio Pie-lette)
- Writers Guild of America Awards 2008
  - Candidatura alle migliori sceneggiature di una nuova serie
  - Candidatura per la miglior sceneggiatura di una serie commedia a Bryan Fuller (episodio Pie-lette)
- Hollywood Post Alliance Awards 2008
  - Premio per la miglior gradazione di colore a Joe Hathaway
  - Premio per il miglior montaggio a Stuart Bass

## Il fumetto e possibile continuazione
Già nel 2007 al Comic-Con di San Diego venne distribuito ai visitatori un primo fumetto con una breve disavventura con protagonisti Ned e l'investigatore Emerson. Quando la serie era prossima alla cancellazione, Bryan Fuller annunciò che la storia sarebbe continuata come serie a fumetti, che avrebbe dovuto essere pubblicata dalla WildStorm della DC Comics. Nel 2010, tuttavia, la Wildstorm chiuse e la produzione del fumetto fu interrotta.
Negli anni successivi, Bryan Fuller annunciò più volte di star lavorando a possibili reboot della serie, tra cui una possibile miniserie, un film o uno spettacolo teatrale, progetti che si sarebbero dovuti concretizzare se finanziati dalla Warner Bros. o da altri produttori.